# Ercole e Onfale (Janssens)
Ercole e Onfale (in olandese De als vrouw verklede Hercules trapt Pan van Omphale, "Ercole, vestito da donna, scaccia Pan da Onfale") è un quadro dipinto a olio su tela (149x189 cm) di Abraham Janssens,  conservato allo Statens Museum for Kunst di Copenaghen.

## Descrizione
Il tema del quadro è tratto dai Fasti, un'opera di Ovidio. Egli narrò un episodio della vita di Ercole. Dopo aver commesso un omicidio, quest'ultimo diviene un servo della regina della Lidia Onfale. In un'occasione, Onfale ed Ercole attraversano un passo montano e si rifugiano in una grotta per passare la notte. Il dio Pan, un fauno, li nota. Nella grotta, la coppia e il loro seguito banchettano e, mentre si divertono, Ercole e Onfale si scambiano le tuniche. Infine, stremati dal sonno, si addormentano l'uno accanto all'altra. Nel mezzo della notte, il fauno entra nella grotta, ardente di desiderio per la regina. Nell'oscurità, egli sente le vesti di velluto:
(Publio Ovidio Nasone, Fasti, vv. 337-354. Traduzione di Raffaele Castelli, 1876)
La scena è stata dipinta da Janssens cercando di trasporre fedelmente sulla tela i versi ovidiani. Onfale è sdraiata nuda su un grande letto. Ai piedi del letto Cupido risveglia un putto, a sottolineare il lato erotico della scena. La donna poggia la sua mano sulla clava di Ercole, sotto la quale si trova un pezzo della pelle del leone di Nemea. Accanto a lei si trova Ercole, avvolto in un abito di velluto. Egli butta giù dal letto il fauno con il piede destro. Nella parte superiore si trova un servo con una candela, che cerca di fare luce. In primo piano e sullo sfondo si trovano vari oggetti simbolici. Forse la caraffa si riferisce al vino bevuto dai due in precedenza. Accanto si trova una maschera teatrale, che simboleggia l'inversione dei ruoli che ha portato a questo malinteso.